# BRM Aero Bristell
Le BRM Aero Bristell, aussi appelé NG5, est un ULM multi-axes conçu par l'entreprise tchèque BRM Aero dirigé par Milan Bříštěla. C'est un biplace à aile basse en aluminium. Cet appareil est destiné au loisir et au voyage. Il est fabriqué en République tchèque à Kunovice.

## Conception et développement
Le Bristell a été conçu par l'ingénieur Milan Bříštěla et son fils Martin. Le développement de la première version commence en 2009 avec le Bristell Classic à train fixe. Il a fait son premier vol en mars 2011. La version Bristell RG avec train rentrant fût développée en 2012,,.
Les avions Bristell étaient initialement fabriqués par les sociétés Roko Aéro ou Rokospol, également concepteur du Roko Aero NG4 (en), mais sont fabriqués par BRM Aero depuis 2012.
Le fuselage est en aluminium. Les ailes sont équipées de winglets. Deux réservoirs de 61 litres chacun sont situés dans les ailes. L'appareil est équipé d'un parachute balistique et de frein Beringer.
Les volets sont à fente et s’actionnent par commande électrique. Les commandes sont mécaniques et les compensateurs de profondeurs et d'ailerons sont électriques.
L’appareil est équipé de coffres à bagages dans les ailes ainsi que derrière les sièges. Ils ont une capacité de 20kg et 15kg respectivement. L'habitacle est spacieux avec 1m30 de largeur. Le glass cockpit Garmin ou Dynon (en) est en option.

## Motorisations
Le constructeur propose plusieurs motorisations Rotax 912 (UL, ULS, iS sport), Rotax 914, Rotax 915 et Rotax 916.
BRM Aero travaille également sur une version motorisée par la turbine Turbotech TP-R90.

## Variantes
Bristell Classic
Version équipée de trains fixes, avec une envergure de 8,13 m et une masse maximal de 472 kg.
Bristell Classic LSA
Version certifiée light sport aircraft avec une envergure de 9,13 m.
Bristell RG
Version équipée de trains rentrants, avec une envergure de 9,13 m, longerons renforcés et une masse maximale de 600 kg.
Bristell TDO
Version équipée d'un train classique.
Bristell B8
Version avec ailes hautes.
Bristell B23
Version certifiée CS23 / FAR23.
Les versions Classic et TDO peuvent être équipées d'un longeron renforcé et certifiée à 600 kg de masse maximale.

## Galerie

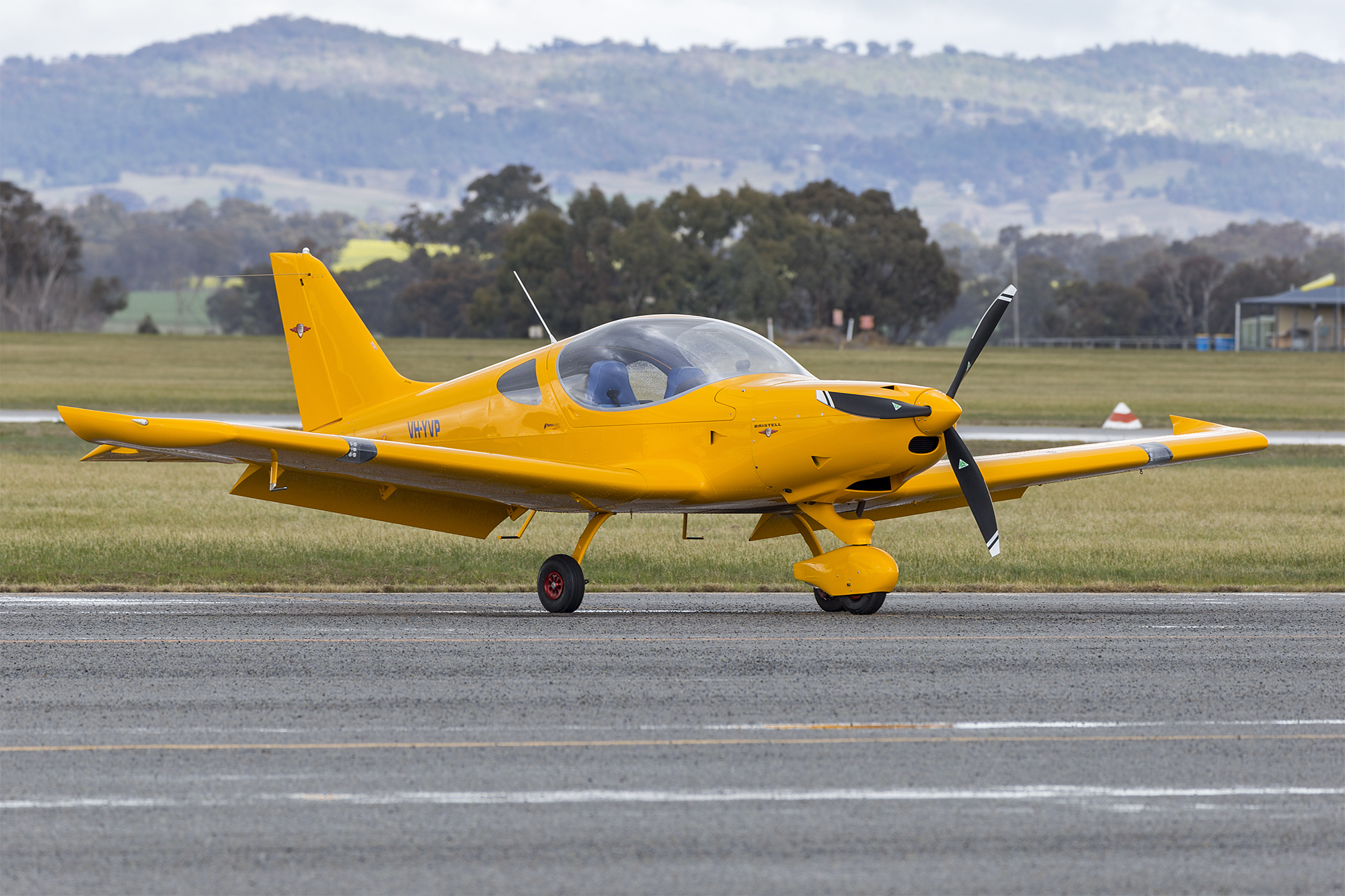
Bristell Classic
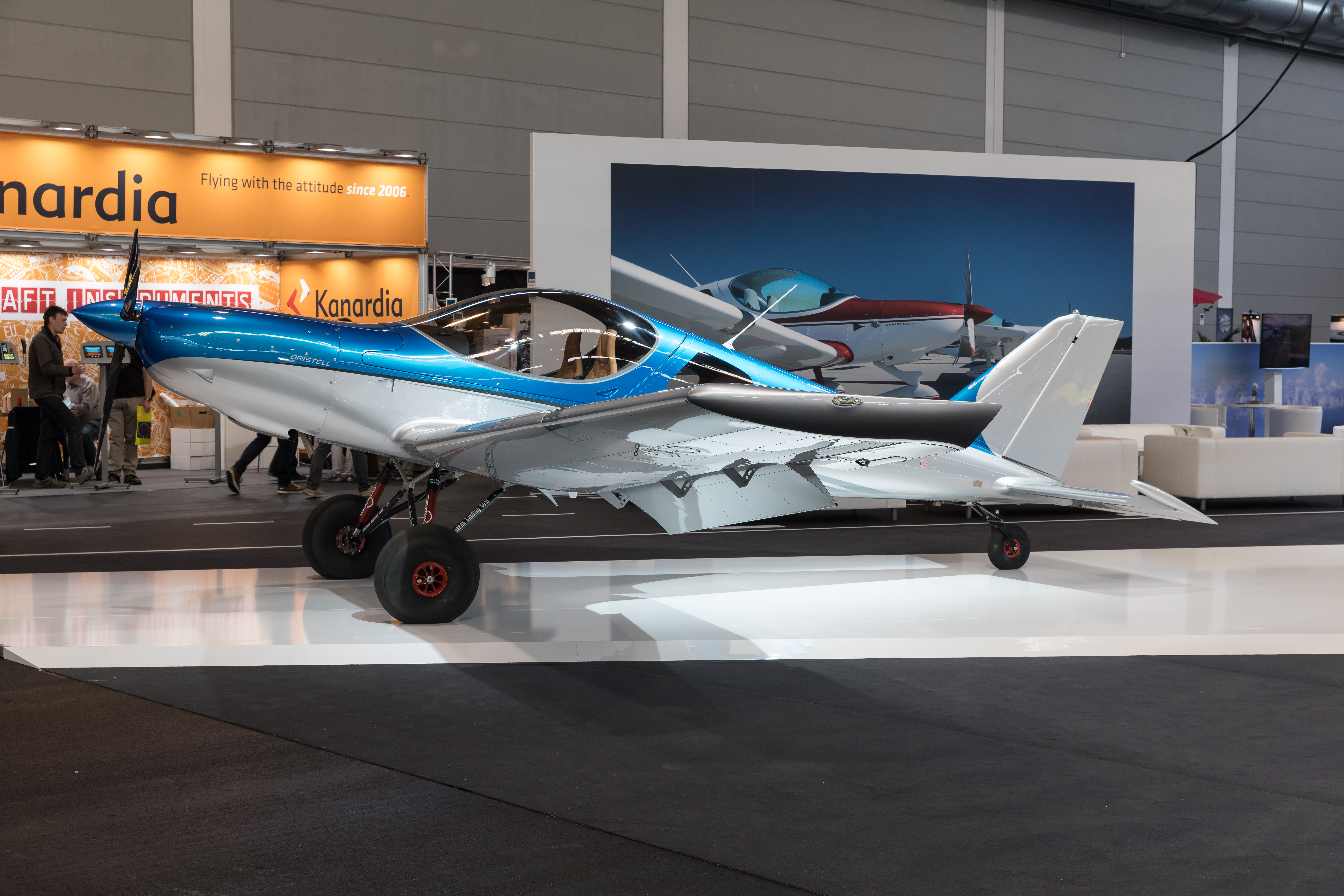
Bristell TDO